# China Citic Bank
La China Citic Bank (chinois simplifié : 中信银行 ; chinois traditionnel : 中信銀行 ; pinyin : Zhōng Xìn Yínháng) est une importante banque de Chine.